# Santa Rita (Yoro)
Santa Rita è un comune dell'Honduras facente parte del dipartimento di Yoro.
Il comune venne istituito nel 1959 con parte del territorio del comune di El Negrito.